# Цитадель (місцевість)
Цитаде́ль — місцевість Галицького району Львова, розташована між вулицями Коперника, Стефаника, Драгоманова і Дмитра Вітовського.

## Історія
Цитадельна Гора була заселена ще в глибоку давнину, про що свідчать знахідки кам'яних знарядь. У XV столітті вона звалася Калічою (звідси й назва однієї з прилеглих вулиць — Каліча Гора), бо тут був притулок для калік. У XVII столітті — горою Шембека. 
В 1672 році, під час облоги міста турками, тут розташувалася їхня артилерія, яка обстрілювала місто. Турки спорудили польові укріплення, тому гора довгий час мала назву «Турецькі шанці». 
На початку XIX століття гора перейшла у володіння Вроновських і звалася «горою Вроновських». 
Історія господарського освоєння земель на території Цитаделі висвітлена в книгах Львівського Магістрату з 1565 року, але є дані про право на власність міщанина Літинга, датоване 1390 роком. Про давніше використання даної території говорять археологічні дослідження: у першій половині XIX ст. археолог Жегота Паулі на горі Шембека (Вроновських) виявив і описав у «Галицьких старожитностях» залишки поганського культового комплексу:
- кам'яні плити (викладені регулярно),
- постать ідола,
- бронзові оздоби,
- урни та перепалені людські кістки.

За дослідженнями Василя Карповича (Богдана Януша), проведеними в 1918 році, кераміка з Цитаделі аналогічна до давньої кераміки, знайденої на Високому Замку в 1869 році. 
Після 1848 року тут було збудовано Львівську цитадель. Перед Першою світовою війною міська адміністрація мала намір викупити територію Цитаделі, розібрати фортечні споруди, а на звільненій території, площею 20,5 га, влаштувати міський парк. Але цей задум не було реалізовано.

## Церкви
- Костел святого Лазаря

## Галерея

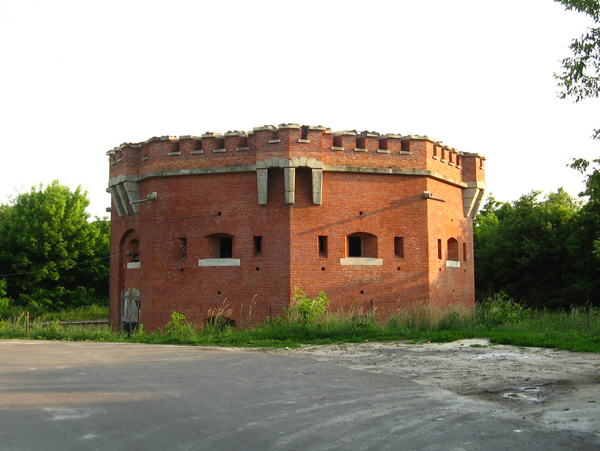
Львівська цитадель
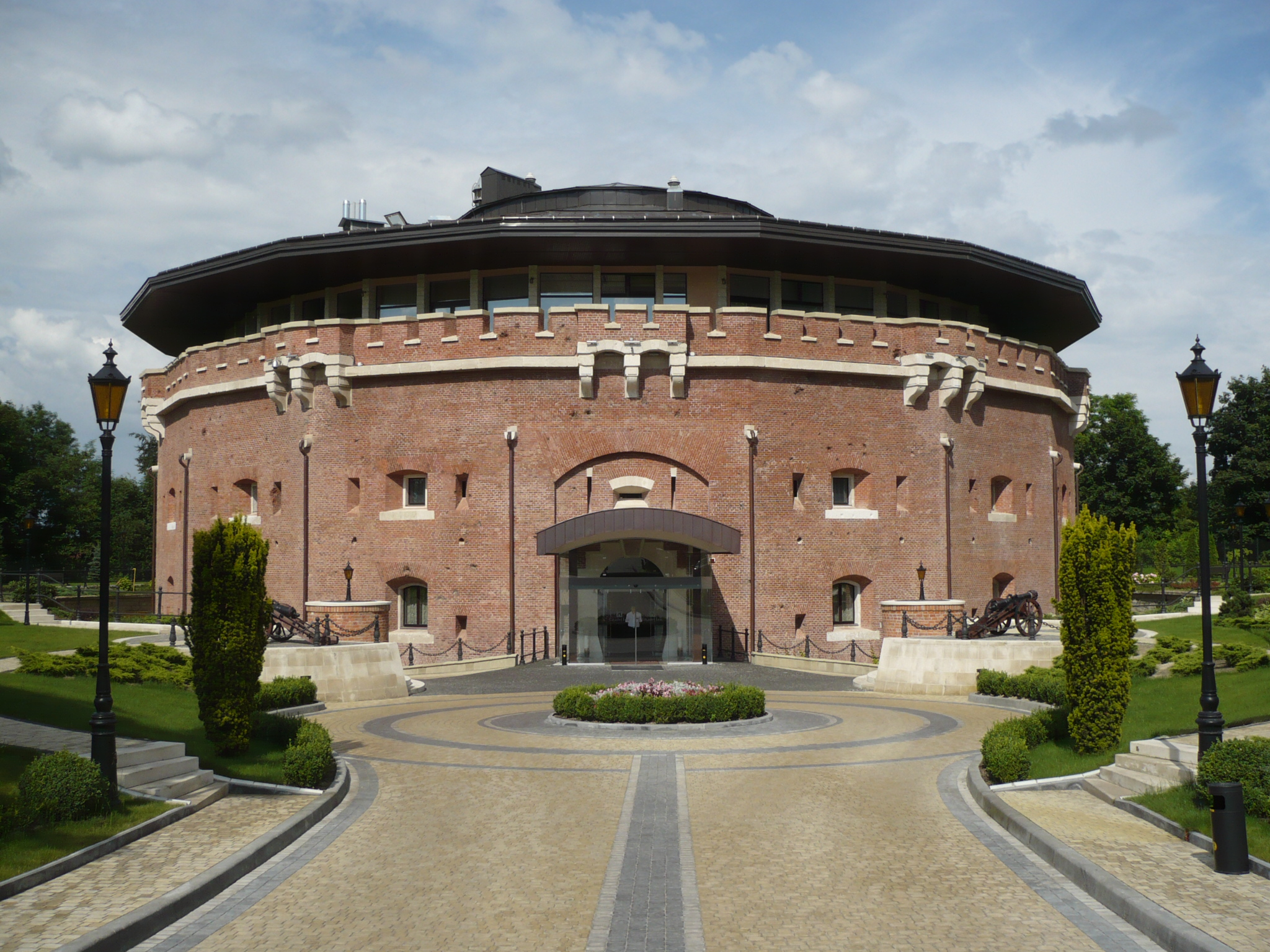
Львівська цитадель